# 大林 (南投縣)
大林，是台灣南投縣魚池鄉的一個傳統地域名稱，位於該鄉中部偏東。相較於今日行政區，其範圍大致為大林村北部。

## 歷史
台灣清治末期至日治初期，大林地區為一街庄，稱為「大林庄」，隸屬於五城堡。該庄西北與魚池庄為鄰，東北及東與長藔庄為鄰，東南邊為蕃地，南邊及西南邊為司馬按庄。
1901年（日治明治三十四年）11月，全台廢縣廳改設二十廳，該庄隸屬於南投廳。1903年（明治三十六年）6月，該庄編入「五城區」，隸屬於南投廳。1909年（明治四十二年）10月，合併二十廳為十二廳，五城區仍隸屬於南投廳。1920年（大正九年），全台地方制度大改正，廢十二廳改設五州二廳，該庄改制為「大林」大字，隸屬於臺中州新高郡魚池庄。
戰後魚池庄改制為魚池鄉，隸屬於臺中縣，大字亦改制為村。1950年10月，中、彰、投分治，魚池鄉改隸屬南投縣。

## 聚落
本地區發展較早的聚落為大林，在日治期初期的官方地圖上已有記載。此外，本地區尚有草凹仔聚落。

## 交通
縣道131號（五城巷）是埔里至水里的道路，大致以東向西由本地區東部邊界中央偏南處入境後，轉西北再繞大彎轉南再繞彎道轉西北出境。由該道路向東可前往長寮南端、木屐囒西部、長寮東部邊界地帶、加道坑、珠子山東部邊界地帶、水頭、枇杷城、埔里等地；向西北轉北北東再轉北北西可前往魚池市區、新城中部、山楂腳中南部、社子並止於水里聚落西北側的省道台16線路口暨鄉道投54線終點路口。
鄉道投61線（舊輕便道路、永川巷）是長寮頭至孔雀園的道路，其東北側端點位於本地區東部邊界南側外緣的長寮頭聚落縣道131號路口。由此向南南西繞大彎轉西微北入境後直行，其後轉西南西再繞彎道轉南南東再轉南出境後，轉西可前往司馬按、貓囒東南端並止於省道台21甲線路口。 